# Уханьский, Якуб
Якуб Уханьский (1502—1581) — польский государственный и церковный деятель, архиепископ Гнезненский и дважды интеррекс (междуцарь) Польши.

## Биография
Сделал карьеру при дворе, после чего стал епископом Хелма (1551) и Вроцлава (1561), а затем архиепископом Гнезно и примасом Польши (в 1562 году). Был ближайшим советником Сигизмунда II Августа, поддерживая многие его планы и начинания, в частности, сложный в личном и политическом плане королевский развод. Его религиозные взгляды чуть не привели Польшу к разрыву с Римом и созданию национальной церкви, в результате чего Якуб обвинялся в ереси и даже предстал перед инквизицией. При этом он достаточно либерально относился к протестантам не соглашаясь, однако, с их позициями по богословским вопросом. Якуб представлял интересы своего короля на встрече с литовскими магнатами в Вильно и в 1564 году участвовал в литовском сейме. Дважды, с 1572 по 1573 и с 1574 по 1575 год в периоды бескоролевья был правителем страны. Перерыв был вызван неожиданным возвращением во Францию принца Генриха, который первоначально согласился занять польский престол. Из-за отбытия Генриха в Париж, Якуб снова занял пост интеррекса. После этого королём (не королевой) стала Анна Ягеллонка.
Также он был переводчиком и покровителем многих либеральных деятелей Польского Возрождения.